# Dysodia innubila
Dysodia innubila är en fjärilsart som beskrevs av W. Warren 1908. Dysodia innubila ingår i släktet Dysodia och familjen Thyrididae. Inga underarter finns listade i Catalogue of Life.